# James Walker (pilote automobile)
Pour les articles homonymes, voir James Walker et Walker.
James Walker, né le 25 août 1983 à Jersey, est un pilote automobile britannique.

## Biographie

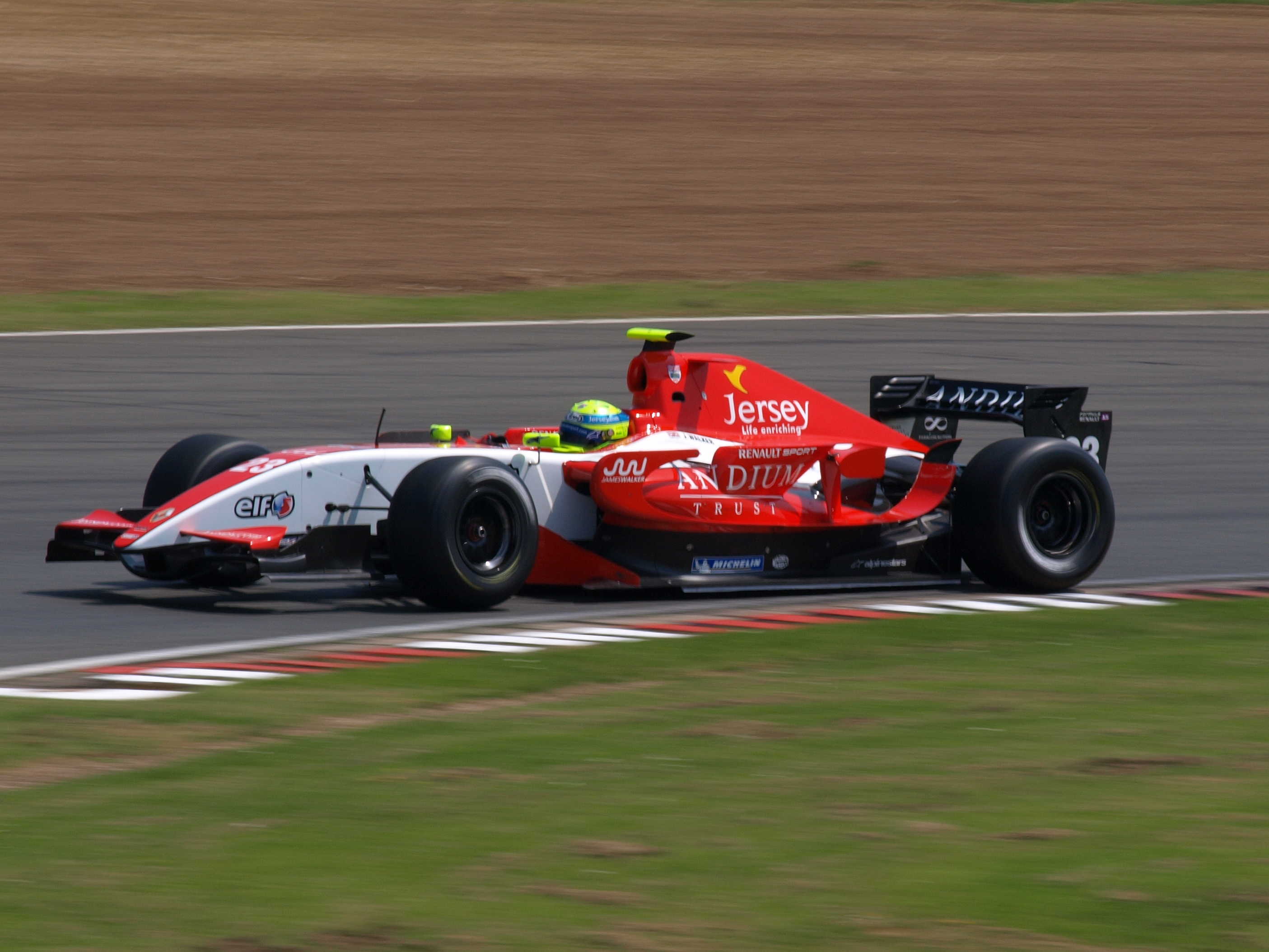
James Walker, en World Series by Renault, en 2008

## Palmarès
- Formule Ford
  - Champion de Formule Ford britannique (Scholarship Class) en 2003

- Championnat de Grande-Bretagne de Formule 3
  - une victoire en 2005

- Formule Renault
  - 2 victoires en Formula Renault 3.5 Series 2007 et 2009

- Superleague Formula
  - une victoire en 2008

- Le Mans Series
  - Victoires dans la catégorie GTE Pro aux 6 Heures du Castellet et aux 6 Heures d'Estoril en 2011
  - Victoire dans la catégorie GTE Pro aux 6 Heures du Castellet en 2012